# Komet Ikeja-Džang
Komet Ikeja-Džang (uradna oznaka je 153P/Ikeya-Zhang) je periodični komet z obhodno dobo okoli 366,5 let. 
Komet ne pripada nobeni družini kometov.
Zaradi njegove zelo dolge obhodne dobe je skoraj nemogoče napovedati njegov naslednji prihod v prisončje.

## Odkritje
Komet sta 1. februarja 2002 neodvisno odkrila japonski ljubiteljski astronom in kitajski ljubiteljski astronom Džang Dačing. 1. februarja 2002 je kitajski astronom Džang Dačing v mestu Keifeng na Kitajskem odkril komet v ozvezdju Kita (Cetus). Japonski astronom Kaoru Ikeja je odkril komet malo pred njim, ker Sonce zahaja na Japonskem prej kot na Kitajskem. Prvotno je imel komet oznako C/2002 C1 (Ikeya-Zhang).

## Lastnosti
Komet je bil v prisončju 18. marca 2002. Takrat je imel magnitudo 3,5. Komet so zaznali in opisali kitajski astronomi že v letu 1661. Komet Ikeja-Džang je komet z najdaljšo znano obhodno dobo (366,5 let).